# Готани-Хара, Кэтрин
Кэтрин Готани-Хара (англ. Catherine Gotani Hara) — малавийский политический деятель. Член Партии Конгресса Малави. Спикер парламента (Национального собрания) с 19 июня 2019 года, первая женщина на этом посту.
По результатам парламентских выборов 19 мая 2009 года избрана депутатом Национального собрания от округа Северо-Восточный Мзимба. По результатам парламентских выборов 21 мая 2019 года второй раз избрана депутатом Национального собрания.
Долгое время работала в правительстве республики, занимая должности заместителя министра транспорта и общественных работ (2011—2012), заместителя министра по вопросам гендерного равенства, делам детей и развитию сообщества (2009—2011), министра здравоохранения (2013—2014), окружающей среды.
19 июня 2019 года стала первой женщиной в истории страны, избранной спикером парламента. Получила 97 голосов, её главная конкурентка — ставленница правящей Демократической прогрессивной партии Эстер Чилендже (Esther Chilenje) получила 93 голоса.